# Rohan Ince
Rohan Greg Ince (ur. 8 listopada 1992 w Whitechapel) – angielski piłkarz występujący na pozycji pomocnika w Brighton & Hove Albion.